# الکاندر
الکاندر (به اسپانیایی: Alcanadre) یک شهرستان در اسپانیا است که در لاریوخا واقع شده‌است.

## خصوصیات
الکاندر ۳۱ کیلومترمربع مساحت و ۷۹۵ نفر جمعیت دارد و ۳۴۶ متر بالاتر از سطح دریا واقع شده‌است.